# Lawrence Lumley, 11. hrabě ze Scarborough
Lawrence Roger Lumley, 11. hrabě ze Scarborough (Lawrence Roger Lumley, 11th Earl of Scarborough, 12th Viscount Lumley of Waterford, 11th Viscount Lumley, 11th Baron Lumley) (27. července 1896 – 29. června 1969) byl britský generál, konzervativní politik a dvořan. Sloužil v armádě, řadu let byl poslancem Dolní sněmovny, zastával nižší funkce ve vládě. Byl guvernérem v Bombaji (1937–1943) a nejvyšším hofmistrem (1952–1963). Jako dědic titulu hraběte ze Scarborough byl od roku 1945 členem Sněmovny lordů, v roce 1948 získal Podvazkový řád.

## Kariéra
Pocházel ze starobylého šlechtického rodu, byl synem generála Osberta Lumleye (1862–1923) a synovcem 10. hraběte ze Scarborough. Studoval v Etonu, Oxfordu a na vojenské akademii v Sandhurstu, od mládí sloužil v armádě, za první světové války dosáhl hodnosti kapitána a byl zraněn. V letech 1922–1929 a 1931–1937 byl členem Dolní sněmovny za Konzervativní stranu, byl tajemníkem ministrů A. Chamberlaina a A. Edena. V letech 1937–1943 byl guvernérem v Bombaji (v návaznosti na toto jmenování se vzdal poslaneckého mandátu), do funkce byl jmenován vlivem svého strýce 2. markýze ze Zetlandu, tehdejšího ministra pro Indii. V roce 1943 byl jmenován generálmajorem a zúčastnil se druhé světové války. Po strýci v roce 1945 zdědil titul hraběte a vstoupil do Sněmovny lordů, později byl lordem-místodržitelem v hrabství Yorkshire (1948–1969; v tomto hrabství se nacházelo rodové sídlo Sandbeck Park). V roce 1945 byl krátce státním podsekretářem na ministerstvu pro Indii a Barmu. V roce 1948 získal Podvazkový řád, v letech 1952–1963 byl lordem nejvyšším komořím Spojeného království, od roku 1952 byl též členem Tajné rady. Mimoto zastával řadu čestných postů, v letech 1946–1949 byl prezidentem Královské asijské společnosti a v letech 1958–1969 kancléřem univerzity v Durhamu, v hrabství Durham byl také zástupcem místodržitele. Mimo jiné získal Řád Indické říše (1937) a Viktoriin řád (1953).
Jeho manželkou byla od roku 1922 Katherine McEwen (1899–1979), dlouholetá dvorní dáma královny Alžběty. Z jejich manželství pocházelo pět dětí, dědicem rodových titulů byl syn Richard (1932–2004), dcera Katherine (1928–2006) byla manželkou 4. vikomta Ridleye, který byl v letech 1989-2001 nejvyšším hofmistrem.